# 天理高等学校吹奏楽部
天理高等学校吹奏楽部（てんりこうとうがっこうすいそうがくぶ）は、天理高等学校に属する吹奏楽クラブである。1936年創部。戦前より全国大会に出場している古豪であり、戦後の1956年に第4回全日本吹奏楽コンクールとして再開すると全国大会に出場して1位となった。
2010年の全国大会出場を最後に関西代表には選ばれていない。
全日本吹奏楽コンクールで優勝8回、金賞制度になって以降は金賞22回。また、全日本高等学校吹奏楽大会in横浜で連盟会長賞6回（うち総合グランプリ1回，準優勝2回）。全日本高等学校選抜吹奏楽大会でゴールデン賞4回（うちグランプリ1回）を受賞している。

## 歴史
- 1936年：旧制天理中学内に創部。
- 1940年：「全関西吹奏楽団連盟愛国吹奏楽大会」(後の関西吹奏楽コンクール)の第1回大会が開催され参加。結果は5位。
- 1942年：第3回大日本吹奏楽大会（後の全日本吹奏楽コンクール）初出場（第3位）。翌年以降は戦局の悪化により大会は中止となる。
- 1951年：関西吹奏楽コンクールが再開され出場し優勝。
- 1956年：全国大会が第4回全日本吹奏楽コンクールとして再開され出場し初優勝。
- 1958年：全日本吹奏楽コンクール3連覇達成。
- 1966年：アメリカで77回続くローズパレード（Tournament of Roses Parade）に海外から初参加[3]。
- 1966年：2度目の全日本吹奏楽コンクール3連覇達成。
- 1970年：大阪万博オープニングパレードに参加。全日本吹奏楽コンクール金賞受賞[4]
- 1978年：天理高等学校吹奏楽部創立40周年記念演奏会（大阪フェスティバルホール）。全日本吹奏楽コンクールで天理中学校吹奏楽部も金賞を受賞し、初のアベック金賞。
- 1981年：全日本吹奏楽コンクール5年連続金賞受賞。
- 1982年：天理楽朋会（同校OB会）創立40周年記念演奏会（名古屋市民会館）。
- 1986年：創部50周年記念特別演奏会（毎日ホール）。
- 1989年：ローズパレード（Tournament of Roses Parade）に2度目の参加[3]。
- 1991年：創部55周年記念特別演奏会（奈良県文化会館）。作曲家アルフレッド・リードが来演。
- 1992年：天理楽朋会創立50周年記念演奏会（昭和女子大学人見記念講堂）。
- 1994年：全日本吹奏楽コンクール3年連続金賞受賞。
- 1996年：創部60周年記念特別演奏会（ザ・シンフォニーホール）。Euph奏者の外囿祥一郎が来演。
- 2000年：創部65周年記念特別演奏会（ザ・シンフォニーホール）。Sax奏者の平原まこと、ピアノ奏者の松本峰明が来演。
- 2001年：全日本高等学校吹奏楽大会in横浜参加。
- 2002年：天理楽朋会創立60周年記念演奏会（京都コンサートホール）
- 2003年：全日本高等学校選抜吹奏楽大会ゴールデン賞・審査員特別賞受賞。
- 2004年：全日本吹奏楽コンクール3年連続金賞受賞。
- 2005年：創部70周年記念演奏会（ザ・シンフォニーホール）TP奏者の西村浩二、Dr奏者の丹寧臣が来演。
- 2008年：全日本高等学校吹奏楽大会in横浜総合グランプリ受賞。
- 2012年：天理楽朋会創立70周年記念演奏会（橿原文化会館）。作曲家の宮川彬良、Sax奏者の平原まことが来演。
- 2018年：県内中学校との合同演奏会にて、Sax奏者の平原まこと、ピアノ奏者の中藤敦子が来演。

## 指揮者
- 初代：矢野清（1938年 - 1973年）
- 2代目：谷口眞（1966年 - 1978年）
- 3代目：新子菊雄（1979年 - 2006年）
- 4代目：吉田秀髙（2006年 - 2024年)
- 5代目：吉川幹郎   (2024年 - )

## 名演奏
- 同校は戦後コンクールが再開されて以降、常に全国大会に出場してきた常連校であり、名演奏と謳われる演奏も再開された初期から多く演奏している（初代指揮者・矢野清の「フィンランディア」（1951年）、歌劇「イル・トロヴァトーレ」（1953年）、「ルーマニア民族舞曲」（1956年）、「フランス組曲」（1960年）、「サンタ・フェ物語」（1964年）

- 2代指揮者・谷口眞の「吹奏楽のための交響曲より第4楽章」（1970年）、「メキシコの祭り」（1972年）、「2つの交響的断章」（1977年）など）[5]。

- 3代指揮者の新子菊雄はとりわけ多くの名演奏を残しており、「ハムレットへの音楽より」（1979年）、課題曲「オーバー・ザ・ギャラクシー」（1980年）、「オセロよりⅠⅢⅣ」（1981年）、「フェスティヴァル・ヴァリエーション」（1984年）、課題曲「波の見える風景」・「セント・アンソニー・ヴァリエーション」（1985年）、「バレエ音楽ロメオとジュリエットより」（1987年）、「ディオニソスの祭り」（1988年）、「雲のコラージュ」（1994年）といった名演奏を残している。中でも1985年の「セント・アンソニー・ヴァリエーション」は作曲者ウィリアム・ヒルの承諾を得て大きく改編したもの[6]が同校の演奏で一気に有名になり、現在では「セント・アンソニー・ヴァリエーション」といえばこの天理バージョンを指すことが多い[5]。

- 吹奏楽の演奏を多く手がけている株式会社ブレーンが、吹奏楽コンクールで生まれた伝説的名演を各部門五団体厳選して団体ごとにCDに纏めた「吹奏楽の伝説レジェンダリー」シリーズを製作した際、高校編第1弾として同校が選ばれた。その際収録されたのは「吹奏楽のための交響曲より第4楽章」、「二つの交響的断章」、「ハムレットへの音楽より」、「ストーンヘンジ交響曲より」（1980年）、「オセロよりⅠⅢⅣ」、「変容=断章」（1984年）、「フェスティヴァル・ヴァリエーション」、「波の見える風景(真島俊夫)」、「セント・アンソニー・ヴァリエーション」、「吹奏楽のための「深層の祭」（1988年）、「ディオニソスの祭」の11曲。また2020年には「吹奏楽の伝説レジェンダリー」で選ばれていない名演を纏めた「レジェンダリー・リターンズ 全日本吹奏楽コンクール名演集」が制作販売されたが、同校からは「バレエ音楽ロメオとジュリエットより」「雲のコラージュ」が選ばれている。

## コンクール成績
以下に各コンクールでの成績を2018年4月時点まで列記する。なお1953年にはこれらコンクール大会とは別に関西吹奏楽コンクールに特別出演している。

### 関西吹奏楽コンクール
- 1940～1942年[注 1]、1951年～1977年まで[注 2]。
  - 優勝：23回
  - 2位：1回
  - 3位：1回
  - 5位：1回　
  - 関西特別演奏：1回[注 3]
  - 審査対象外：1回[注 4]
- 1978年以降
  - 金賞：28回
  - 銀賞：3回
  - 関西特別演奏：4回[注 5]

### 全日本吹奏楽コンクール
- 1940年～1942年[注 6]、1956年～1969年まで[注 7]。
  - 優勝：8回
  - 2位：1回
  - 3位：1回
  - 全国招待演奏：1回[注 8][注 9]
- 1970年以降[注 10]
  - 金賞：22回
  - 銀賞：3回
  - 銅賞：1回
  - 全国招待演奏：1回[注 11]
  - 制度による不参加[注 12]：3回[注 13]

### 全日本高等学校吹奏楽大会in横浜
- 連盟会長賞：13回（総合グランプリ：1回、グランプリ：9回）

### 全日本高等学校選抜吹奏楽大会
- ゴールデン賞：7回（グランプリ：1回）

## エピソード
- 同校にはサリュソフォーンという珍しい楽器が現役で使われている。1988年（昭和63年）の「ディオニソスの祭」を始め、2002年（平成14年）の「スペイン狂詩曲」などでもコンクールで使用されていた。
- スポーツ応援などでよく聞かれる「天理ファンファーレ」は1959年（昭和34年）の選抜高校野球から同校が使用しているが[7]、その基となった曲に関しては曲名、作曲者名がそれぞれ「マキシンクッキー」「バウルス」と伝わるのみで正式な曲名も作曲者も判明していなかった。しかし、2016年（平成28年）11月3日にNHK-FMで放送された「今日は一日吹奏楽三昧リターンズ」の企画で調査が行われた結果、カルヴァーシティ高校（英語版）のバンド・ディレクター[8]のリチャード・ボウルズ（Richard Bowles）作曲「マクシンカッキ―序曲（Maxinkuckee Overture）」と判明し、同放送で同校自身の演奏による原曲が放送された。楽譜リンク初代指揮者 矢野清の編曲によりファンファーレが作られ、同校では「ファンファーレ」と呼ぶが、他校では「天理ファンファーレ」のほか「ヒット」「得点」などとも呼ばれる[9]。
- 同じく野球の応援曲として定番の「ワッショイ」（石崎一夫作曲）も、同校野球部の応援で使用され日本中に広まった[10] 。石崎は同高OBでのちの奈良教育大学音楽科名誉教授（2019年2月24日没[11]）。甲子園の常連校でありながら応援団がなかったことがきっかけで天理中学校吹奏楽部顧問時代の1972年（昭和47年）に制作・発表された[11][10]。

## 主な出身者
- 梶本(島村)國彦：元東京交響楽団 トランペット奏者
- 原田元吉：元NHK交響楽団 チューバ奏者、ヤマハ吹奏楽団浜松 初代指揮者
- 中澤忠雄：元読売日本交響楽団 チューバ奏者、神奈川県立野庭高等学校(現神奈川県立横浜南陵高等学校)吹奏楽部 元指揮者
- 鴨井次郎：元東京交響楽団 トランペット奏者
- 石崎一夫：元奈良教育大学名誉教授。野球部応援曲「ワッショイ」の作曲者。
- 平原まこと：マルチサックス奏者。歌手・平原愛花、平原綾香の父
- 浅田 享：浜松交響吹奏楽団　音楽監督・常任指揮者
- 西浦弥彦：キール州立歌劇場 (ドイツ)　オーボエ奏者
- 川畑真一：音楽プロデューサー、音楽講師
- 堀内吉昌：大阪フィルハーモニー交響楽団　ティンパニー奏者
- 金星 眞：オーケストラ・アンサンブル金沢　ホルン奏者